# Georges Sourial
Georges Sourial (en arabe : جورج سوريال), né vers 1941, est un judoka, photographe et plongeur égyptien.

## Carrière
Georges Sourial est ingénieur chimiste de profession.
Il est médaillé d'or dans la catégorie des poids mi-lourds aux Jeux africains de 1965 à Brazzaville, remportant la finale contre le Tunisien Mohamed Hachicha. Il est également champion de plongée sous-marine.
Quatre ans plus tard, il effectue la traversée de l'océan Atlantique sur un bateau de papyrus, le Râ, dans l'équipe du Norvégien Thor Heyerdahl; le bateau échoue après 5 000 km en mer. Une nouvelle tentative sur le Râ II aboutit à un succès,.